# Stanislav Turk
Stanislav Turk slovenski nogometaš, * 16. november 1993, Novo mesto. 

## Življenjepis
Stanislav Turk je začel z igranjem nogometa pri sedmih letih v domačem NK Šentjernej. Potem so ga videli pri NK Krško in od 11. leta je član tega prvoligaša. Od poletja 2015 igra kot posojen igralec Krškega pri tretjeligašu iz Brežic. Njegov igralni položaj je desni ali levi bočni branilec, lahko pa igra tudi kot zadnji zvezni igralec. 